# Paolo di Tebe
Paolo di Tebe, ricordato come Paolo il Primo Eremita (Egitto, 230 circa – Tebaide, 335 circa), è considerato dalla tradizione cristiana il primo eremita. È venerato come santo dalla Chiesa cattolica, da quella ortodossa e da quella copta.

## Agiografia
La fonte per la vita di Paolo è la Vita Sancti Pauli primi eremitae risalente alla seconda metà del IV secolo e scritta da san Girolamo durante il suo soggiorno nel deserto di Calcide (Siria), negli anni 375-377. La prima edizione critica della Vita Sancti Pauli è stata pubblicata da Bazyli Degórski.

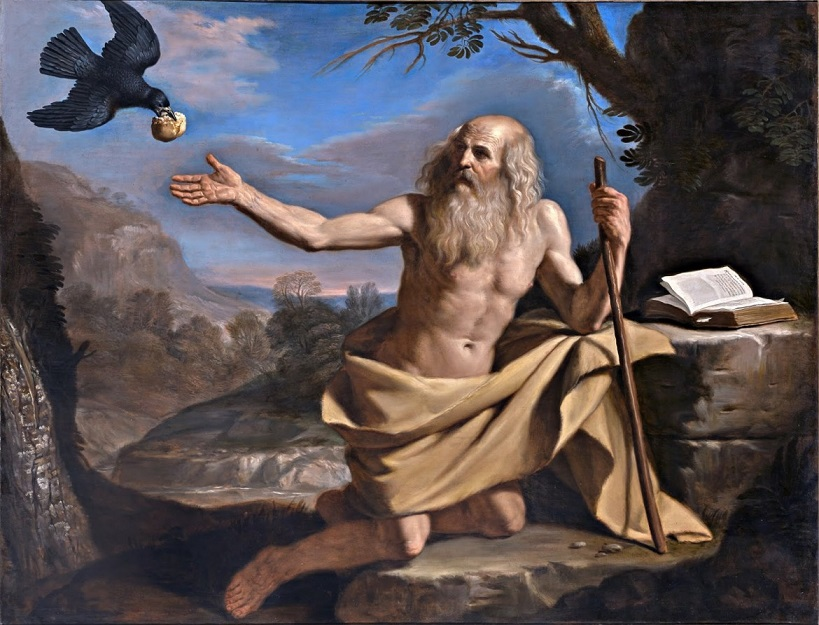
Guercino: Paolo di Tebe e il corvo

Durante la persecuzione degli imperatori romani Decio e Valeriano (una persecuzione molto capillare e particolarmente cruenta anche se breve), Paolo, giovane cristiano egiziano di ricca famiglia e molto colto, fu costretto a lasciare la città per il deserto, in quanto era stato denunciato come cristiano da familiari desiderosi di entrare in possesso del suo patrimonio.
Paolo si rifugiò nelle montagne del deserto della Tebaide dove trovò rifugio in una grotta nelle cui vicinanze si trovava una sorgente d'acqua e un albero di palma. Dalla palma traeva le foglie che intrecciava per farne stuoie oltre al suo abito e i datteri con cui si nutrì fino all'età di circa 43 anni, quando un corvo cominciò a portargli ogni giorno un mezzo pane.
All'avvicinarsi della sua morte, Paolo ricevette la visita di Antonio, altro grande eremita, detto "il grande" per essere stato il primo responsabile della diffusione del monachesimo. Gli espresse il desiderio di essere sepolto avvolto nel mantello che Antonio aveva ricevuto in dono dal vescovo Atanasio. La sua richiesta fu accolta e Antonio lo seppellì avvolto in questo mantello, in una fossa scavata, sempre secondo la Vita geronimiana, da due leoni.
Per questo nell'iconografia è tradizionalmente rappresentato vestito con un abito di foglie di palma intrecciate, attorniato da un corvo e da due leoni.

## Culto
La ricorrenza liturgica di San Paolo di Tebe viene celebrata il 15 gennaio; nel sinassario ortodosso l'apolitikion del santo recita: "Θείου Πνεύματος, τῇ ἐπινεύσει, πρῶτος ᾤκησας, ἐν τῇ ἐρήμῳ, Ἠλιοὺ τὸν ζηλωτὴν μιμησάμενος· καὶ δι' ὀρνέου τραφεὶς ὡς ἰσάγγελος, ὑπ' Ἀντωνίου τῷ κόσμῳ ἐγνώρισαι. Παῦλε Ὅσιε, Χριστὸν τὸν Θεὸν ἱκέτευε, δωρήσασθαι ἡμὶν τὸ μέγα ἔλεος" [Ispirato dal Santo Spirito, per primo hai abitato nel deserto, imitando lo zelo di Elia, nutrito da un uccello, e da Sant'Antonio sei stato fatto conoscere al mondo come simile agli Angeli. Paolo Santo, supplica Cristo Dio di donarci la grande misericordia].
Secondo lo studioso Renato D'Antiga la parte più consistente delle reliquie di San Paolo di Tebe sono state murate sopra l'altare maggiore della Rettoria di San Zulian a Venezia.
Nell'iconografia tradizionale è spesso ritratto assieme ad Antonio, con il corvo, i due leoni e la sua tunica fatta di foglie di palma intrecciata.
A Paolo di Tebe si ispirano i Monaci di San Paolo primo eremita (Paolini), sorto in Ungheria  nel XIII secolo. L'Ordine dei Paolini è ancora presente ai nostri giorni, in particolare in Polonia, ma anche in Italia: a Roma (due monasteri), a Ravenna (S. Maria in Porto), ad Acquasanta (GE; fino al 2013), a Selvaggio (Giaveno, TO).

## Galleria d'immagini

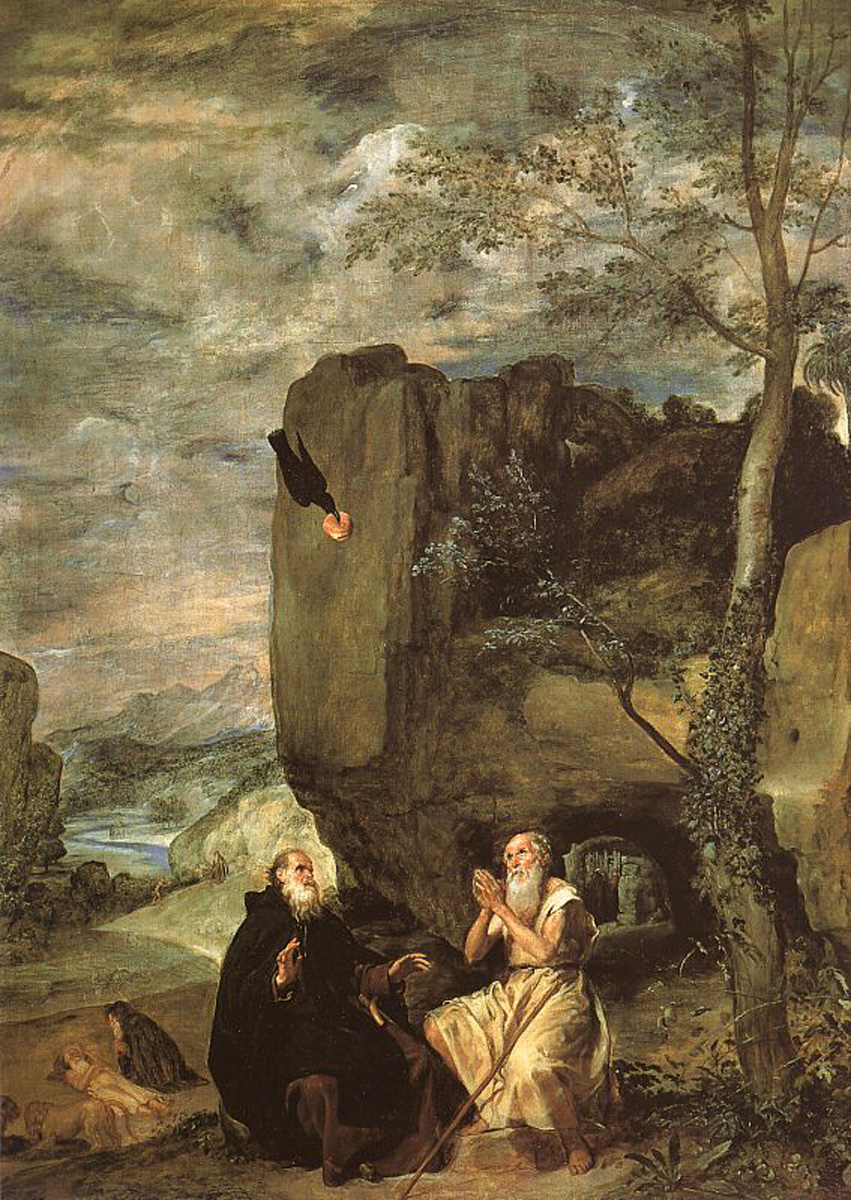
Sant'Antonio abate e san Paolo eremita di Diego Velázquez, ca. 1635 - Museo del Prado, Madrid.
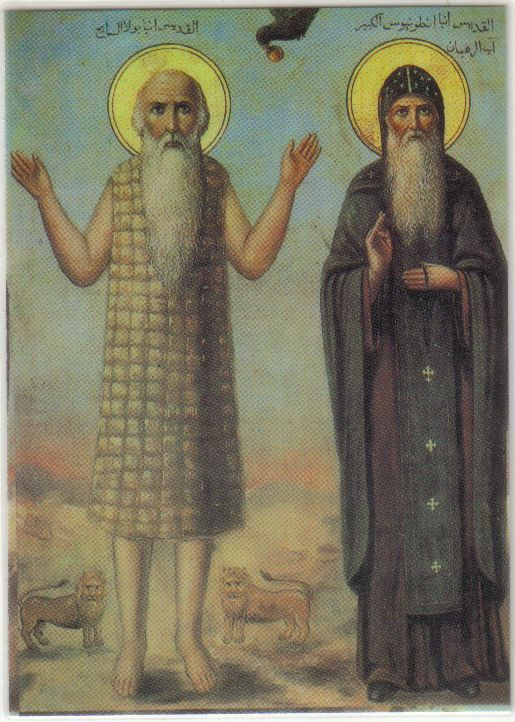
Sant'Antonio abate e san Paolo eremita.
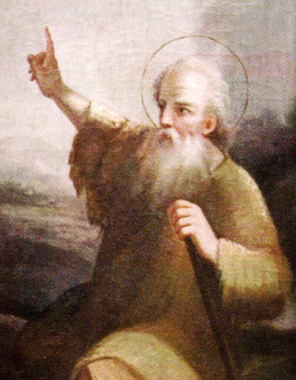
Dipinto presso la Chiesa Madre di Aci Sant'Antonio (CT)
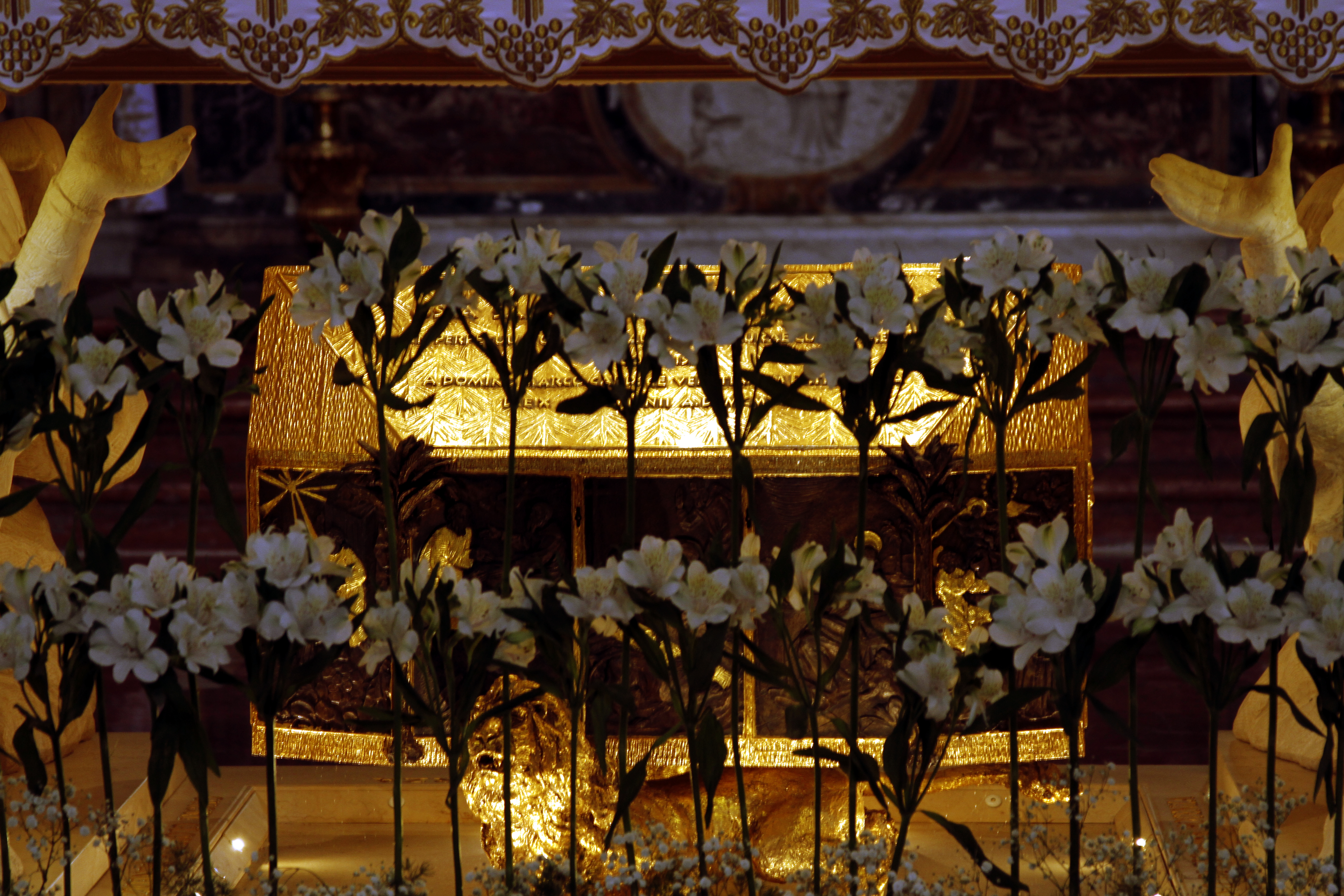
Reliquia, Basilica di Santa Maria in Porto di Ravenna.